# Französische Badmintonmeisterschaft 1977
Die Französische Badmintonmeisterschaft 1977 fand in Thonon-les-Bains statt. Es war die 28. Austragung der nationalen Titelkämpfe im Badminton in Frankreich.

## Titelträger
| Disziplin    | Sieger                         |
| ------------ | ------------------------------ |
| Herreneinzel | Alain Baquet                   |
| Dameneinzel  | Viviane Bonnay                 |
| Herrendoppel | Christian Badou Yves Corbel    |
| Damendoppel  | Viviane Bonnay Yveline Hue     |
| Mixed        | Christian Badou Viviane Bonnay |